# Rua José Vicente
A Rua José Vicente é uma via pública localizada no bairro do Grajaú, na Zona Norte da cidade do Rio de Janeiro, Brasil. Esta rua é conhecida por abrigar importantes instituições culturais e educacionais, além de ser uma área residencial com significativa infraestrutura urbana.

## Localização e características
A Rua José Vicente está situada próxima ao Largo do Verdun, um importante ponto de referência no Grajaú. A via é caracterizada por sua tranquilidade, típica do bairro do Grajaú, conhecido por ser uma área predominantemente residencial com boa qualidade de vida.[carece de fontes?]

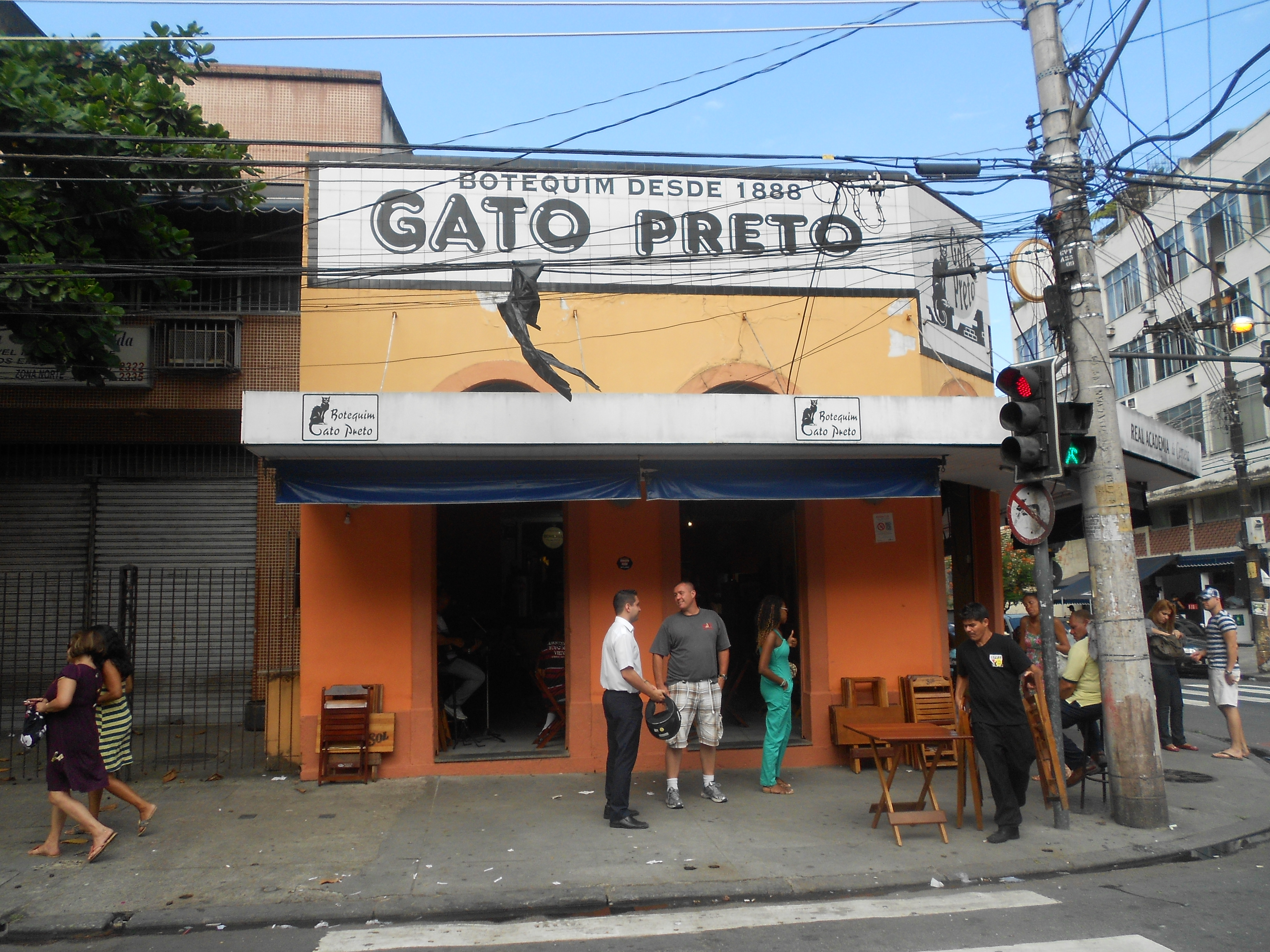
Botequim Gato Preto, bar típico situado na Rua José Vicente, no Grajaú

## Instituições e serviços

### Biblioteca Popular Municipal Clarice Lispector
Um dos principais pontos de interesse da Rua José Vicente é a Biblioteca Popular Municipal Clarice Lispector, localizada no número 552. Esta biblioteca, vinculada à Secretaria Municipal de Educação do Rio de Janeiro, oferece diversos serviços à comunidade, incluindo:
- Empréstimo e consulta gratuita de livros
- Acesso gratuito à Internet[3]
- Atividades culturais, como exposições e hora do conto
- Brinquedoteca e gibiteca

A biblioteca funciona de segunda a sexta-feira, das 9h às 17h, e está integrada à Escola Municipal Francisco Campos.

### Escola Municipal Francisco Campos
Adjacente à Biblioteca Clarice Lispector, encontra-se a Escola Municipal Francisco Campos, uma instituição de ensino público que atende à comunidade local.

## Infraestrutura e serviços
A Rua José Vicente é bem servida em termos de infraestrutura urbana e serviços. Ela está localizada próxima a uma variedade de estabelecimentos comerciais e serviços essenciais, facilitando o dia a dia dos moradores.

## Importância cultural e educacional
A presença da Biblioteca Popular Municipal Clarice Lispector confere à Rua José Vicente uma significativa importância cultural e educacional para o bairro do Grajaú. A biblioteca não apenas fornece acesso a livros e internet, mas também promove atividades culturais que enriquecem a vida comunitária local.